# Лицом к лицу (фильм, 1967)
«Лицом к лицу» (итал. Faccia a faccia) — испано-итальянский спагетти-вестерн 1967 года, снятый Серджо Соллима. Музыку к фильму написал известный композитор Эннио Морриконе.
Это третий вестерн Серджо Соллима, снятый после двух предыдущих — «Сдавайся и расплатись» и «Беги, человек, беги». Во всех трех Милиан играет главную роль.

## Сюжет
Профессор Брет Флетчер (Волонте), учитель из Новой Англии уходит с работы и отправляется в Техас по состоянию здоровья. После недолгого пребывания на отдыхе Флетчер оказывается в заложниках у отъявленного бандита Соломона «Борегара» Беннета (Милиан). Флетчер помогает бандиту залечить рану и убеждает, что он полезней ему живым, чем мёртвым. Также профессор явно заинтересовывается жизнью вне закона.
Влияние Флетчера на Беннета заставляет хладнокровного убийцу переосмыслить своё прежнее агрессивное поведение, в то время как сам Флетчер всё больше и больше превращается из мирного учителя в уверенного и жадного преступника. Благодаря своему уму и честолюбию Флетчер становится ключевым членом банды, оттесняя тем самым лидерство Беннета. Профессор подтверждает свою значимость, спланировав и успешно проведя ограбление банка. После того как один из членов банды Чарли Сиринго оказывается детективом Пинкертона, банде предстоит иметь дело с толпой линчевателей.

## В ролях
| Актёр              | Роль                     |
| ------------------ | ------------------------ |
| Томас Милиан       | Соломон «Борегар» Беннет |
| Джан Мария Волонте | профессор Брет Флетчер   |
| Вильям Бергер      | Чарли Сиринго            |
| Джанни Риццо       | Уильямс                  |
| Кароль Андре       | Энни                     |
| Альдо Самбрель     | Закари Чейз              |
| Нелло Паццафини    | Вэнс                     |
| Лоренсо Робледо    | Уоллес                   |